# J.A.D. Jensen
Jens Arnold Diderich Jensen (Bildsøe) (født 24. juli 1849 i Flensborg, død 24. november 1936 i København) var en dansk søofficer og arktisk opdagelsesrejsende. Han assisterede ved geologiske undersøgelser langs med Grønlands vestkyst under ledelse af professor K.J.V. Steenstrup.
Han var søn af købmand og fabrikejer Hans Jensen (1816-1876) og Johanne Magdalene Ahlers (1811-1881), blev sekondløjtnant 1871 og premierløjtnant 1873 og ledede 1881-83 den militære opmåling i de danske farvande. 1886 blev han kaptajn og året efter kontorchef i Marineministeret. Fra 1889 til 1921 var han navigationsdirektør. Han tog afsked 1892 som kaptajn, men blev karakteriseret kommandør i 1901.
1877 deltog han i Steenstrups undersøgelsesrejse i det sydlige Grønland og mellem 1878 og 1885 var han leder af fire undersøgelses- og opmålingsekspeditioner i Grønland fra Egedesminde til Frederikshåb distrikt, hvor han kortlagde en stor del af landet.
Kortlægningen i 1877 omfattede den ca. 800 km lange strækning af Grønlands vestkyst fra 611/3° til 680/0° nordlig bredde, hvor store dele af yderkysten dengang kun var mangelfuldt kendt og inderlandet, fjordene og indlandsisranden så godt som ukendt.
1878 fortsattes indsatsen under Jensens ledelse på en tur, hvor han havde tre ledsagere, og kysten kortlagdes fra Ameralikfjorden til Tiningnertoq syd for Frederikshåbs isblink, ligesom der foretoges undersøgelser af forskellige af Vesterbygdens ruingrupper. Fra 14. juli til 5. august foretog Jensen med trækslæder en vandring ind over indlandsisen i Frederikshaabs distrikt. Turen blev besværliggjort meget ved dybe bræspalter og smeltevandselve, men det lykkedes ikke desto mindre at nå de siden efter Jensen opkaldte nunatakker, ca. 70 km fra isranden; den største nåede højde over havet var 1543 m. Disse nunatakker bærer nu hans navn: J.A.D. Jensens Nunatakker
Han er specielt kendt for denne udforskning af indlandsisen, som var banebrydende på grund af de gennemførte moræneundersøgelser, opmålinger og tegninger af isen. Geologen på undersøgelsen, Andreas Nicolaus Kornerup, samlede ikke færre end 27 blomsterarter (Angiosperm) på Nunatakkerne .
1879 stod Jensen i spidsen for en ny ekspedition til Nordgrønland og opmaalte og kortlagde kyststrækningen fra Kangatsiaq til Holsteinsborg (68° — 67°). Efter nogle års pause foretog han på ny 1884 og 1885 ekspeditioner til Grønland, og på den første af disse måtte han på grund af dødsfald selv også optræde som ekspeditionens botaniker. På disse to ekspeditioner opmåltes kysten mellem Godthaab og Holsteinsborg. Der foretoges korte ekskursioner ind på indlandsisen forskellige steder med undersøgelse af nunatakkernes vegetation, ligesom Jensen identificerede Itivdleq-fjorden og fjeldet Qaqatsiaq med Halls Christian IV.s Fjord og Mount Cunningham. Desuden undersøgtes en Række af Vesterbygdens ruingrupper i Godthaabs fjordkompleks og Ameralik.
På ekspeditionen i 1885 deltog bl a. Walter Christmas og Carl Hartvig Ryder.
Alle Jensens ekspeditioner førte mineralogiske og botaniske samlinger med hjem.
Bildsøe var fra 1914 medlem af Det Kongelige Danske Geografiske Selskabs bestyrelse og var 1921-26 medlem af kommissionen for navigationseksamen. Han blev Ridder af Dannebrogordenen 1880, Dannebrogsmand 1892, Kommandør af 2. grad 1921 og bar adskillige udenlandske ordener.

## Udgivelser
- J.A.D. Jensen (1. januar 1878), "Vandring paa Indlandsisen i Sydgrønland paa 62½° n. Br.", Geografisk Tidsskrift, Wikidata  Q132342112
- Indlandsisen, 1888.
- Grundrids af Læren om Ebbe og Flod, 1899.
- Lærebog i Navigation, I-II, 1903-04, 2. udgave 1914-19.
- Kortfattet Navigationslære, 1908, 4. udgave 1929.
- Danske Søfartslove i Uddrag (1908, 3. udgave 1927)
- Nautisk Almanak, siden 1891.
- Bidrag til Meddelelser om Grønland